# Toquí frontnegre
El toquí frontnegre (Atlapetes nigrifrons) és un ocell de la família dels passerèl·lids (Passerellidae).

## Descripció
El toquí frontnegre fa uns 17 cm de llargada. L'adult és de color gris fosc per sobre i groc per sota amb ales i cua fosques. El front i els costats de la cara són negres i la corona i el clatell de color taronja vermellós. El juvenil és de color semblant però no té la capçada vermellosa-taronja.

## Distribució i hàbitat
El toquí frontnegre només habita la serra de Perijá, a l'extrem septentrional de Colòmbia i nord-oest de Veneçuela. Habita en boscos humits de muntanya a cotes d'entre 1.100 i 2.850 m. Prefereix vores arbustives i boscos de segon creixement i sembla tolerar hàbitats alterats.

## Comportament i ecologia
No s'ha descrit ni la dieta ni el comportament d'alimentació del toquí frontnegre però es creu que són els mateixos que els del toquí pitgroc. Es creu que aquesta darrera espècie s'alimenta normalment a terra però també als arbres. S'alimenta principalment en parelles o grups petits i rarament en grups d'espècies mixtes.
Hi ha poca informació disponible sobre el comportament reproductor. Els observadors han registrat adults en condicions de reproducció entre gener i juny i han vist joves a l'agost.

## Estat de conservació
L'espècie té una distribució molt restringida i a causa de les dificultats físiques i polítiques per accedir a la zona se sap poc sobre la seva abundància. La zona ha patit una gran desforestació però es desconeix l'efecte de la qual sobre l'espècie tot i que sembla que tolera alguna pertorbació. La UICN considera el toquí frontnegre una espècie "risc mínim".

## Taxonomia i sistemàtica
Les autoritats taxonòmiques e-bird/Clements i Howard and Moore consideren que el toquí frontnegre és una subespècie del toquí pitgroc (Atlapetes latinuchus nigrifrons) però afirmen que "els tractaments futurs poden considerar aquest tàxon una espècie vàlida". Per altra banda, basant-se en els estudis de García-Moreno & Fjeldså (1999) i el posterior de Donegan & Huertas (2006), el Handbook of the Birds of the World (HBW), el Congrés Ornitològic Internacional (ICO), l'ITIS i el SACC si que l'accepten com una espècie completa.